# Bit (moneta)
La parola bit è utilizzata come riferimento colloquiale a una specifica moneta in diverse monetazioni in ogni parte del mondo. Il termine in sé tra i vari significati ha anche quello di moneta tout court.

## Regno Unito e paesi del Commonwealth
Indica familiarmente la moneta da 3 pence, nota come Thrupp'ny bit.

## Indie occidentali
Verso la metà del XVIII secolo negli insediamenti britannici delle Indie occidentali, per supplire alla carenza di moneta minuta, si diffuse la prassi di tagliare le monete d'argento da un peso coniate nell'America spagnola. Da un peso venivano prodotti 8 pezzi denominati appunto "bit".
Nelle colonie francesi delle Indie occidentali i pezzi prodotti con le medesime modalità erano denominati "gourde", (deformazione dello spagnolo gordo). Il termine era inizialmente usato per indicare il peso e fu utilizzato anche per le sue frazioni ottenute in questo modo. Gourde è rimasto come nome della valuta d'Haiti, il gourde haitiano.

## Stati Uniti
Anche con la nascita degli Stati Uniti la pratica rimase ed in seguito i bit furono ottenuti tagliando in otto parti le monete da un dollaro.
Per questo motivo, la somma di 25 cent è soprannominata "two bits" (in italiano "due bit"), in quanto due unità da 12,5 cent compongono un quarto di dollaro. Corrispondentemente, i termini "four bits" ("quattro bit") e "six bits" ("sei bit") si riferiscono, rispettivamente, alle somme di 50 e 75 cent. Ad esempio, "Six-Bits Blues" di Langston Hughes include il seguente distico: "Gimme six bits' worth o'ticket/On a train that runs somewhere…" ("Dammi un biglietto da sei bit/Per un treno che va da qualche parte…"). Un altro motivetto molto famoso negli Stati Uniti che mantiene l'espressione è "Shave and a haircut, two bits" (la cui versione italiana è "Ammazza la mosca col flit").
Poiché non esistono monete da 1 bit, il dime (pari a 10 ¢) viene a volte chiamato "short bit" ("bit corto"), mentre "long bit" ("bit lungo") si riferisce alla somma da 15 ¢.
La borsa valori di New York ha continuato a quotare i prezzi delle azioni in ottavi di dollaro fino al 24 giugno 1997, giorno in cui cominciò la quotazione in sedicesimi. La quotazione decimale non è stata completamente implementata fino al 29 gennaio 2001.
L'espressione "two-bit" può essere utilizzata come aggettivo per descrivere qualcosa di economico o privo di valore.

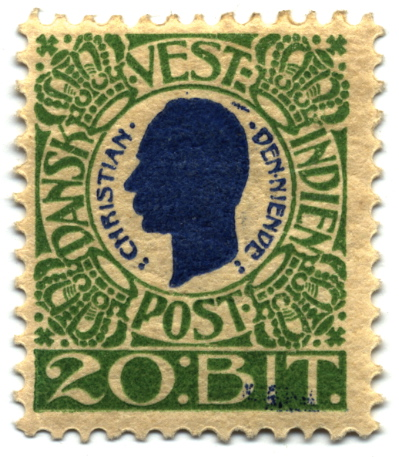
Francobollo da 20 bit, Indie occidentali danesi, 1905

## Indie occidentali danesi
Dal 1905 al 1917 le Indie occidentali danesi hanno utilizzato francobolli con valori facciali espressi in bit  e franc (con 100 bit pari a un franc); il valore più piccolo era di 5 bit. Un bit valeva 1/5 di cent.